# 7725 Selʹvinskij
7725 Selʹvinskij este un asteroid din centura principală de asteroizi.

## Descriere
7725 Selʹvinskij este un asteroid din centura principală de asteroizi. A fost descoperit pe 11 septembrie 1972 la Observatorul de Astrofizică din Crimeea de Nikolai Cernîh. El prezintă o orbită caracterizată de o semiaxă mare de 2,44 ua, o excentricitate de 0,18 și o înclinație de 4,0° în raport cu ecliptica.